# Newjana Mitewa
Newjana Michajłowa Mitewa, bułg. Невяна Михайлова Митева (ur. 2 maja 1970 w Dobriczu) – bułgarska pływaczka, uczestniczka igrzysk olimpijskich, żołnierz zawodowy, urzędniczka państwowa, oficer bułgarskich sił zbrojnych.

## Życiorys
W młodości trenowała pływanie, specjalizowała się w stylu motylkowym. Zdobywczyni licznych medali, ustanawiała rekordy Bułgarii na 100 m i 200 m w stylu motylkowym. W obu tych konkurencjach w 1988 wystartowała na Letnich Igrzyskach Olimpijskich w Seulu, zajmując odpowiednio 12. i 19. miejsce. Wraz z drużyną na tych igrzyskach awansowała do finału sztafety 4 × 100 m stylem zmiennym, która uplasowała się na 6. pozycji.
W 1989 wstąpiła do bułgarskich sił zbrojnych, w których awansowała do stopnia pułkownika. Ukończyła Narodową Akademię Sportu w Sofii, została trenerką w klubie wojskowym CSKA Sofia. W latach 1998–2000 odpowiadała za sprawy logistyki w kadrze narodowej. Pracowała potem jako specjalistka do spraw PR w siłach powietrznych. Ukończyła studia w Akademii Wojskowej im. Georgiego Rakowskiego w Sofii. W latach 2007–2009 odpowiadała za relacje międzynarodowe w biurze szefa sztabu generalnego sił zbrojnych Bułgarii. W 2009 mianowana głównym ekspertem do spraw współpracy dwustronnej i inicjatyw regionalnych w dyrekcji polityki obronnej resortu obrony. W tym samym roku objęła funkcję prezeski organizacji SŻB, stowarzyszenia zrzeszającego żołnierki. Od 2013 zajmowała stanowisko przewodniczącej Komitetu NATO ds. Równości Płci (NCGP).
Na początku października 2021 została ogłoszona kandydatką na wiceprezydenta (u boku ubiegającego się o prezydenturę profesora Anastasa Gerdżikowa) w zaplanowanych na kolejny miesiąc wyborach. Para ta w drugiej turze głosowania z 21 listopada 2021 otrzymała 31,8% głosów, przegrywając z ubiegającymi się o reelekcję Rumenem Radewem i Ilijaną Jotową.